# International Race of Champions 2005
International Race of Champions 2005 (IROC XXIX) kördes över fyra omgångar. Mark Martin tog en historisk femte titel i miniserien, och blev därmed den enda föraren att någonsin lyckas med bedriften.

## Delsegrare
| Datum       | Bana     | Vinnare            |
| ----------- | -------- | ------------------ |
| 18 februari | Daytona  | Mark Martin        |
| 15 april    | Texas    | Sébastien Bourdais |
| 8 september | Richmond | Mark Martin        |
| 29 oktober  | Atlanta  | Martin Truex Jr.   |

## Slutställning
| Plats | Förare             | Poäng |
| ----- | ------------------ | ----- |
| 1     | Mark Martin        | 89    |
| 2     | Martin Truex Jr.   | 68    |
| 3     | Matt Kenseth       | 55    |
| 4     | Buddy Rice         | 46    |
| 5     | Sébastien Bourdais | 46    |
| 6     | Kurt Busch         | 46    |
| 7     | Bobby Hamilton     | 34    |
| 8     | Danny Lasoski      | 34    |
| 9     | Hélio Castroneves  | 32    |
| 10    | Max Papis          | 30    |
| 11    | Steve Kinser       | 29    |
| 12    | Scott Pruett       | 22    |